# Paul Logan
Paul Logan (ur. 15 października 1973 w New Jersey) – amerykański aktor, kaskader i producent filmowy.

## Życiorys

### Wczesne lata
Dorastał w Valley Cottage w stanie Nowy Jork. Mając 13 lat zaczął trenować karate. Gdy miał 17 trenował z ciężarami. Otrzymał czarny pas karate bojowego Gōjū-ryū. Opanował także sztuki walki takie jak karate, kendo, aikido i jujutsu.
Ukończył studia na wydziale biochemii Uniwersytetu Stanowego w Nowym Jorku i kurs chiropraktyki w Los Angeles College of Chiropractic, ale ostatecznie zdecydowała się na karierę aktorską.

### Kariera
Po epizodycznych rolach w dwóch filmach sensacyjnych: Blazing Force i jako terrorysta w Amerykańskich tygrysach (American Tigers) obok Sama J. Jonesa i Cynthii Rothrock, zagrał w dreszczowcu Zabójcy (Killers, 1997). Potem znalazł się w obsadzie filmu klasy B Zabójcze ślicznotki: Powrót na Dziką Plażę (L.E.T.H.A.L. Ladies: Return to Savage Beach, 1998) z udziałem Julie Strain, Geralda Okamury i Kevina Eastmana.
Wziął też udział w kilku filmach erotycznych typu softcore: Playboy: Freshman Class (1998), Kursantki (Stripper Wives, 1999), Szepty nocą II (Night Calls: The Movie, Part 2), Dom miłości (House of Love, 2000) czy Uwodzenie Maxine (The Seduction of Maxine, 2000) z Terą Patrick. W grudniu 2001 jego zdjęcia ukazały się w magazynie „Playgirl”.
W operze mydlanej Dni naszego życia (Days of Our Lives, 2001-2005) wystąpił jako Glen Reiber. Pojawiał się także w serialach, m.in. Gorączka w mieście (L.A. Heat) i Anioł ciemności (Angel, 2001) oraz w jednym z odcinków sitcomu NBC Przyjaciele (Friends, 2002) jako aktor opery mydlanej. Na planie filmu akcji Ballistica (2009) spotkał się z Martinem Kove, Robertem Davi i Andrew Divoffem.

## Wybrana filmografia

### Filmy fabularne
- 1996: Blazing Force jako Greko
- 1996: Amerykańskie tygrysy (American Tigers) jako terrorysta
- 1997: Killers jako Nicky
- 1998: Zabójcze ślicznotki: Powrót na Dziką Plażę (L.E.T.H.A.L. Ladies: Return to Savage Beach) jako Doc Austin
- 1999: Kursantki (Stripper Wives) jako Joe
- 2000: Dom miłości (House of Love) jako Rick
- 2000: Uwodzenie Maxine (The Seduction of Maxine) jako Jack Howard
- 2000: Szepty nocą II (Night Calls: The Movie, Part 2) jako Carl
- 2004: Eliminator (The Eliminator) jako Jesse
- 2004: Klątwa Komodo (The Curse of the Komodo) jako Drake
- 2005: Vault (The Vault) jako Frix
- 2005: Komodo kontra kobra (Komodo vs. Cobra, TV) jako major Frank
- 2005: Crash Landing jako Josef, 'Cabin Crew'
- 2006: Bunt maszyn (A.I. Assault, TV) jako Saunders
- 2007: White Air jako Pete
- 2008: The Terminators jako TR-4
- 2009: Krytyczne 24 godziny (Megafault) jako Major Boyd Grayson
- 2009: Ballistica jako Damian Sloan
- 2010: Mega pirania (Mega Piranha) jako Jason Fitch
- 2010: Wakacje z cheerleaderkami (#1 Cheerleader Camp) jako Tom
- 2011: 200 mph jako Oficer Flynn
- 2012: Code Red jako kpt. John McGahey
- 2014: Skookum: The Hunt for Bigfoot jako Gator
- 2015: CobraGator jako Jake Dixon

### Seriale TV
- 1999: Gorączka w mieście (L.A. Heat) jako Eric Sommers
- 1999: Malcolm i Eddie (Malcolm & Eddie) jako tancerz 3
- 2001: Anioł ciemności (Angel) jako Marcus Roscoe / Woodrow 'Woody' Raglan
- 2001-2005: Dni naszego życia (Days of Our Lives) jako Glen Reiber
- 2002: Przyjaciele (Friends) jako aktor opery mydlanej
- 2007: Smith jako Eli